# ميهو وادا
ميهو وادا (بالإنجليزية: Miho Wada)‏ هي موسيقية نيوزيلندية، ولدت في القرن العشرين في طوكيو (اليابان) في اليابان.